# Адамсвил (Алабама)
Адамсвил (енгл. Adamsville) град је у америчкој савезној држави Алабама. По попису становништва из 2010. у њему је живело 4.522 становника.

## Демографија
Према попису становништва из 2010. у граду је живело 4.522 становника, што је 443 (8,9%) становника мање него 2000. године.
| Група             | 2000.         | 2010.         |
| Белци             | 3.749 (75,5%) | 2.324 (51,4%) |
| Афроамериканци    | 1.133 (22,8%) | 2.030 (44,9%) |
| Азијати           | 7 (0,1%)      | 14 (0,3%)     |
| Хиспаноамериканци | 26 (0,5%)     | 102 (2,3%)    |
| Укупно            | 4.965         | 4.522         |